# Metralhadora média
M240G (EUA) (primeiro plano) e PKM (URSS) (ao fundo)

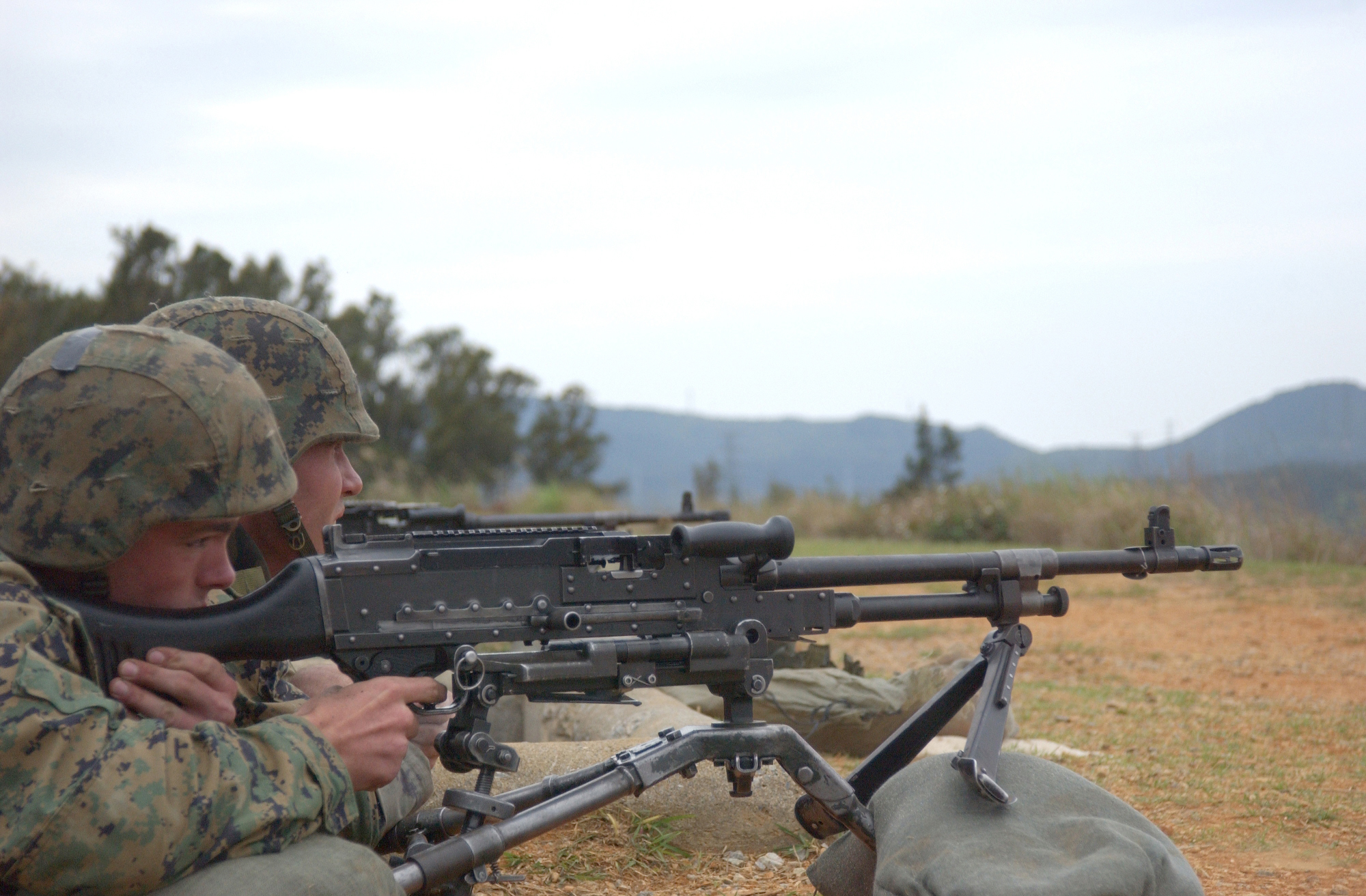
Fuzileiros navais dos EUA utilizando uma M240G.

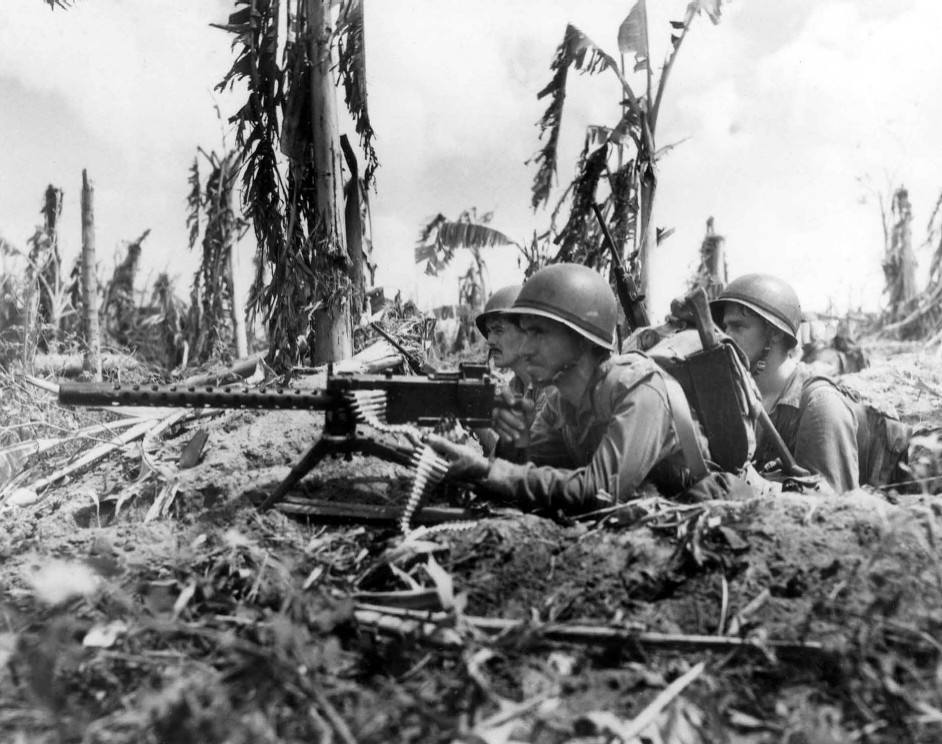
Uma metralhadora Browning M1919 refrigerada a ar na Segunda Guerra Mundial.

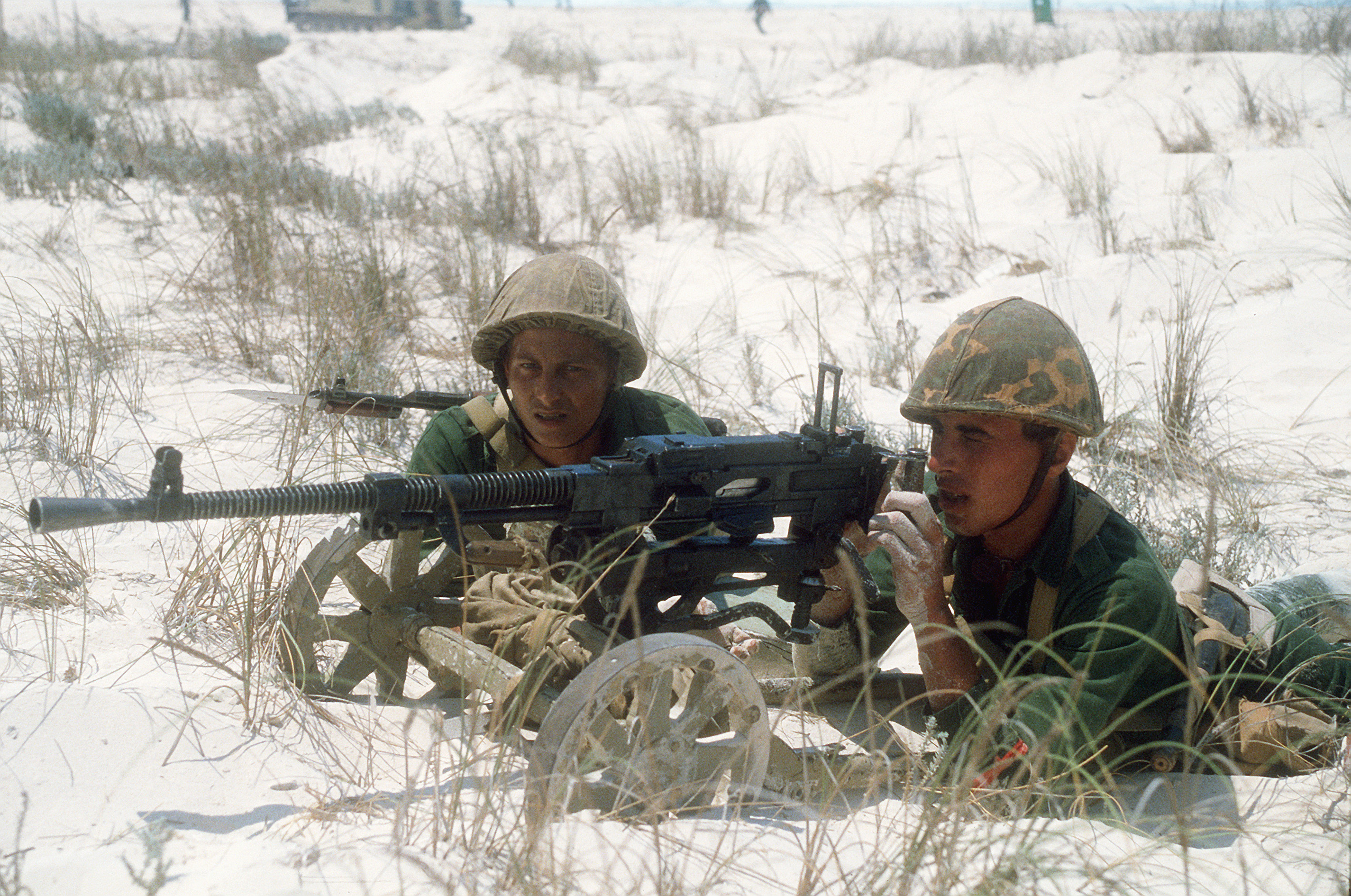
Metralhadora média soviética SG-43.

Uma metralhadora média (em inglês medium machine gun, ou MMG), em termos modernos, usualmente se refere a uma metralhadora alimentada por fita de munição e que dispara cartuchos de fuzil de alta energia, e é considerada "média" em seu peso (15–40 lb ou 6,8–18,1 kg).
As metralhadoras médias são leves o suficiente para serem portáteis pela infantaria (em oposição a uma metralhadora pesada, que depende completamente da montagem em uma plataforma de armas para estabilidade operacional e mobilidade), mas ainda são pesadas o suficiente para exigir uma tripulação para eficiência operacional ideal (como em oposição a uma metralhadora leve, que pode ser operada em plena capacidade por apenas um único operador).
O termo "metralhadora de uso geral" (general-purpose machine gun (GPMG)), tornou-se popular para descrever metralhadoras médias usadas em várias funções. Atualmente, o termo "metralhadora média" é usado para se referir aos onipresentes projetos de metralhadoras de calibre de fuzil de alta energia, que são alternativamente chamadas de metralhadoras de uso geral.